# ایگلو (فیلم)
ایگلو (انگلیسی: Igloo) (به معنی: کلبه یخی اسکیموها) یک فیلم مستند محصول کمپانی یونیورسال استودیوز است که در سال ۱۹۲۳ منتشر شد.